# 안우주
안우주(安牛柱, 1989년 6월 8일 ~ )는 전 KBO 리그 KIA 타이거즈의 투수이다.
동국대학교를 졸업하고 신고선수 신분으로 입단했으나 시즌 후 방출당한다.

## 출신 학교
- 화순초등학교
- 화순중학교
- 화순고등학교
- 동국대학교